# Orconectes holti
Orconectes holti är en kräftdjursart som beskrevs av M. R. Cooper och Hobbs 1980. Orconectes holti ingår i släktet Orconectes och familjen Cambaridae. IUCN kategoriserar arten globalt som otillräckligt studerad. Inga underarter finns listade i Catalogue of Life.